# Kaplica św. Anny na Górze Świętej Anny
Kaplica św. Anny – rzymskokatolicka kaplica parafii Wniebowzięcia Najświętszej Maryi Panny znajdująca się na zboczu Góry Świętej Anny w Krzeszowie w diecezji legnickiej.

## Historia

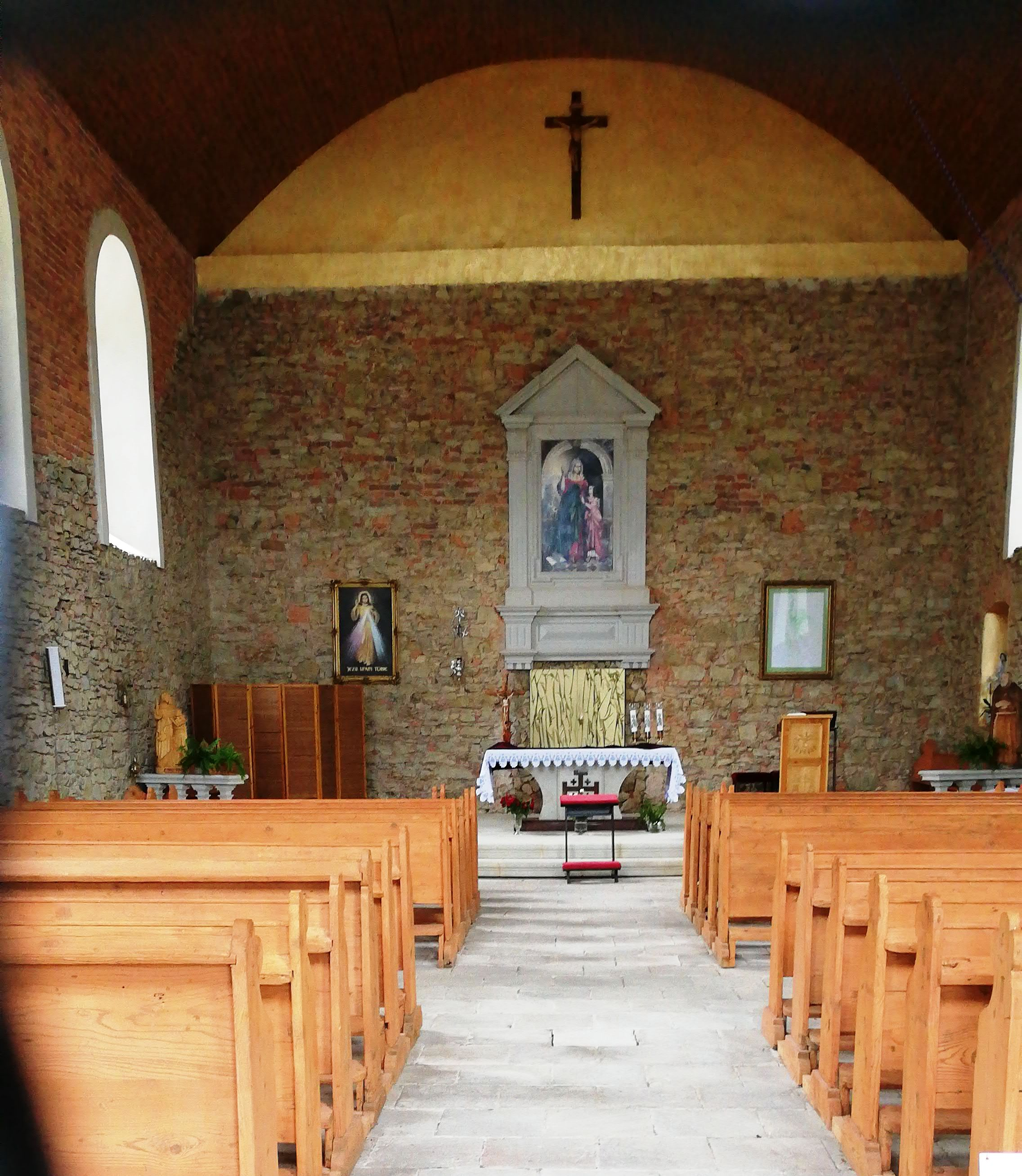
Nawa główna z prezbiterium

W związku z rozwojem kultu Świętej Rodziny propagowano też kult św. Anny, którego gorącym orędownikiem był klasztor krzeszowski. Dlatego też ok. 1623 r. wzniesiono na Górze Świętej Anny kaplicę pod jej wezwaniem, a w 1674 r. opat Bernard Rosa utworzył przy kościele Bractwo Świętej Anny. Kult św. Anny szerzył się na Śląsku, m.in. jako jeden z instrumentów kontrreformacji. Z tych powodów w latach 1703-1717 opat Dominik Geyer zbudował do kaplicy drogę pielgrzymkową. Kaplica cieszyła się znacznym powodzeniem pielgrzymów, odbywały się tu nabożeństwa, szczególnie uroczyste i liczne w dzień patronki. Była ona przebudowywana m.in. w 1674, 1722 i 1886 r. Po II wojnie światowej budowla popadła w ruinę. Staraniem obecnych i dawnych mieszkańców Krzeszowa i jego okolic oraz dzięki ofiarności sponsorów kaplica została odrestaurowana. 25 września 2011 r. bp Marek Mendyk dokonał poświęcenia kościoła.